# Lise Hækkerup
Lise Ingeborg Hækkerup (født 20. februar 1947 i Vejle) er en dansk politiker, som har repræsenteret Socialdemokraterne i Folketinget 1990-1994, 1998-2001, og igen fra oktober 2004, hvor hun indtrådte efter Karen Jespersens mandatnedlæggelse, indtil valget i februar 2005. Siden kommunalvalget 2005 har hun været medlem af Frederiksberg Kommunalbestyrelse.
Lise Hækkerup har været gift med Hans Hækkerup (1945-2013).

## Biografi fra Folketingets hjemmeside
Hækkerup, Lise Ingeborg.
Socialdemokratiet. – Midlertidigt medlem for Østre Storkreds 6.-18. december 1994 og 28. marts-4. april 1995. Folketingsmedlem for Østre Storkreds 12. dec. 1990-21. sept. 1994 og for Københavns Amtskreds fra 11. marts 1998-20.nov. 2001.
Født den 20. febr. 1947 i Vejle, datter af lærer Aase Gottlieb og læge Jens G.
Gik i Fåborg Grundskole 1954-59. Student fra Frederiksborg Statsskole 1965. Danmarks Biblioteksskole 1968-72. Bibliotekar ved Københavns Kommunes biblioteker, først på Østerbro, derefter på Nørrebro.
Medlem af Socialdemokratiets hovedbestyrelse 1985-91. Næstformand for ligestillingsudvalget i Socialdemokratiet 1985-90.
Partiets kandidat i Østbanekredsen 1969-94, i Lyngbykredsen fra 1995.